# Simulium merops
Simulium merops är en tvåvingeart som beskrevs av Meillon 1950. Simulium merops ingår i släktet Simulium och familjen knott. Inga underarter finns listade i Catalogue of Life.